# 100 kłamstw J.T. Grossa o żydowskich sąsiadach i Jedwabnem
100 kłamstw J.T. Grossa o żydowskich sąsiadach i Jedwabnem – książka autorstwa Jerzego Roberta Nowaka, opublikowana w 2001 roku w wydawnictwie Von Borowiecky (ISBN 83-87689-35-1) jako polemika z książką Sąsiedzi autorstwa Jana Grossa (ISBN 83-86872-13-6) dotyczącą pogromu w Jedwabnem.

## Treść książki
Na temat zbrodni w Jedwabnem w imieniu środowiska Radia Maryja wypowiadał się Nowak. W roku 2001 wydał książkę 100 kłamstw J.T. Grossa o żydowskich sąsiadach i Jedwabnem. Autor przedstawił Grossa jako osobę działającą jego zdaniem „na zamówienie” żydowskich organizacji uczestniczących w amerykańskich procesach o odszkodowania przeciwko państwu polskiemu.
Według Nowaka zbrodnia w Jedwabnem miała być tylko pretekstem dla rozpętania fali oszczerstw przeciwko Polakom. Jego zdaniem przeproszenie za pogrom oznaczałoby przyznanie się do winy. Spora część książki poświęcona została opisom materiałów źródłowych, które według jej autora podawały w wątpliwość rzetelność publikacji Grossa. Nowak podważył udział Polaków w pogromie, a całą winę przypisał Niemcom.
Autor nie odniósł się wyłącznie do publikacji Sąsiedzi. Niektóre fragmenty książki zostały poświęcone innym pozycjom wydanym przez Grossa. Nowak zarzucił nowojorskiemu socjologowi, że jego zdaniem od lat propagował obraz Polski międzywojennej jako kraju „przesiąkniętego antysemityzmem”. Zdaniem Nowaka w tym okresie nie istniała w Polsce taka atmosfera. Według niego

Fałszywe uogólnienia Grossa są potrzebne nowemu ujęciu „trójkąta” Niemcy-Polacy-Żydzi. Polacy już mają nie być ofiarami lub obserwatorami – trzeba ich przerobić na prześladowców.

Autor 100 kłamstw postawił tezę, że Żydzi pomagali Armii Czerwonej w prześladowaniach Polaków, przedstawiając to jako „żydowską kolaborację na Kresach”.

## Odbiór książki
W październiku 2001, powołując się na skargi dotyczące obecności w jednej z księgarń książek o „materiałach nacjonalistycznych i antysemickich” (w tym książki Nowaka), prokuratura wszczęła postępowanie, które zostało umorzone w lutym 2002 roku. Do warszawskiej prokuratury w kwietniu 2002 wpłynęło kolejne zawiadomienie o popełnieniu przestępstwa, również umorzone w czerwcu tego samego roku. 
Jerzy Tomaszewski powołany jako biegły w drugiej ze wspomnianych spraw zarzucił Nowakowi, że ten w swojej książce, powołując się dla uwiarygodnienia swojej tezy na artykuły dziewiętnastowiecznych żydowskich historyków, „wybiera jednak tylko to, co może służyć jako poparcie negatywnych opinii o Żydach”. Ponadto, jak zauważył Tomaszewski, w książce „Nowak kieruje [epitety] personalnie przede wszystkim przeciwko Janowi Tadeuszowi Grossowi, określając go jako kłamcę, oszusta, cynicznego fałszerza, dyletanta w dziedzinie historii itp. Historyków i publicystów, którzy akceptowali podstawowe wnioski Grossa zawarte w jego książce o zbrodni w Jedwabnem określa zazwyczaj epitetami zbiorowymi, unikając personalizacji”.
Działania prokuratury wzbudziły sprzeciw środowisk konserwatywnych, które na łamach dziennika „Rzeczpospolita” opublikowały list otwarty, poparty przez inne media konserwatywne takie jak „Nasz Dziennik”, „Niedziela”, „Tygodnik Solidarność”, „Nasza Polska”, „Głos”, „Myśl Polska”, Radio Maryja, „Najwyższy Czas!”. Tadeusz Rydzyk nazwał działania prokuratury „zamachem na prawdę”.